# جمهوری هاوایی
جمهوری هاوایی (به زبان هاوایی: Lepupalika o Hawaiʻi) یک نظام تک‌حزبی کوتاه‌مدت در هاوایی بود که بین ۴ ژوئیه ۱۸۹۴ و ۱۲ اوت ۱۸۹۸ که دولت موقت هاوایی پایان یافت و به‌عنوان یک قلمرو غیرسازمان‌یافته و غیرمنضم به ایالات متحده پیوست برقرار بود. کمیته امنیت عمومی در سال ۱۸۹۳ ملکه لیلی‌اوکالانی پادشاه پادشاهی هاوایی را پس از آنکه قانون اساسی ۱۸۸۷ موسوم را رد کرد سرنگون کرد. کمیته امنیت عمومی قصد داشت هاوایی را به ایالات متحده ضمیمه کند، اما رئیس‌جمهور گروور کلیولند که دموکرات و مخالف امپریالیسم بود این اقدام را نپذیرفت. سپس قانون اساسی جدیدی نوشته شد و هاوایی برای الحاق به ایالات متحده آماده شد.
رهبران جمهوری، از جمله سنفرد دول و لورین ای. تورستن، از نوادگان مهاجران آمریکایی متولد هاوایی بودند که به زبان هاوایی صحبت می‌کردند، اما روابط مالی، سیاسی و خانوادگی قوی‌ای با ایالات متحده داشتند. آنها جمهوری را به‌گونه‌ای طراحی کردند که به یک قلمرو ایالات متحده تبدیل شود. دول، که پیش‌تر عضو مجلس قانون‌گذاری سلطنتی از کولوآ، کائوآئی و قاضی دادگاه عالی پادشاهی بود، تورستن را که به‌عنوان وزیر کشور تحت سلطنت پادشاه کالاکائواَ خدمت کرده بود، منصوب کرد تا در واشینگتن، دی.سی. برای الحاق هاوایی به ایالات متحده تلاش کند. موضوع امپریالیسم خارجی در ایالات متحده، به دلیل ریشه‌های استعماری این کشور، بحث‌برانگیز بود. هاوایی در زمان ریاست‌جمهوری ویلیام مک‌کینلی، رئیس‌جمهور جمهوری‌خواه، در ۱۲ اوت ۱۸۹۸، در جریان جنگ اسپانیا-آمریکا، به ایالات متحده پیوست. قلمرو هاوایی به‌طور رسمی در ۱۴ ژوئن ۱۹۰۰ به‌عنوان بخشی از ایالات متحده تأسیس شد.
بلانت ریپورت «برای نخستین بار شواهدی ارائه داد که به‌طور رسمی دخالت ایالات متحده در سرنگونی غیرقانونی دولت قانونی و مسالمت‌آمیز هاوایی را شناسایی کرد.» مقامات آمریکایی بلافاصله دولت جدید را به رسمیت شناختند و سپاه تفنگداران دریایی ایالات متحده آمریکا توسط وزیر ایالات متحده برای کمک به سرنگونی ارسال شدند. طرفداران ملکه ادعا کردند که حضور تفنگداران، ملکه را هراساند و انقلاب را ممکن کرد بلانت نتیجه گرفت که ایالات متحده اقدامات حزبی غیرمجاز، از جمله فرود تفنگداران دریایی تحت بهانه‌های نادرست یا اغراق‌شده، برای حمایت از توطئه‌گران ضدسلطنتی انجام داده است؛ این اقدامات در موفقیت انقلاب مؤثر بودند و انقلاب برخلاف خواسته اکثریت مردم هاوایی انجام شد.

## بنیانگذاری جمهوری

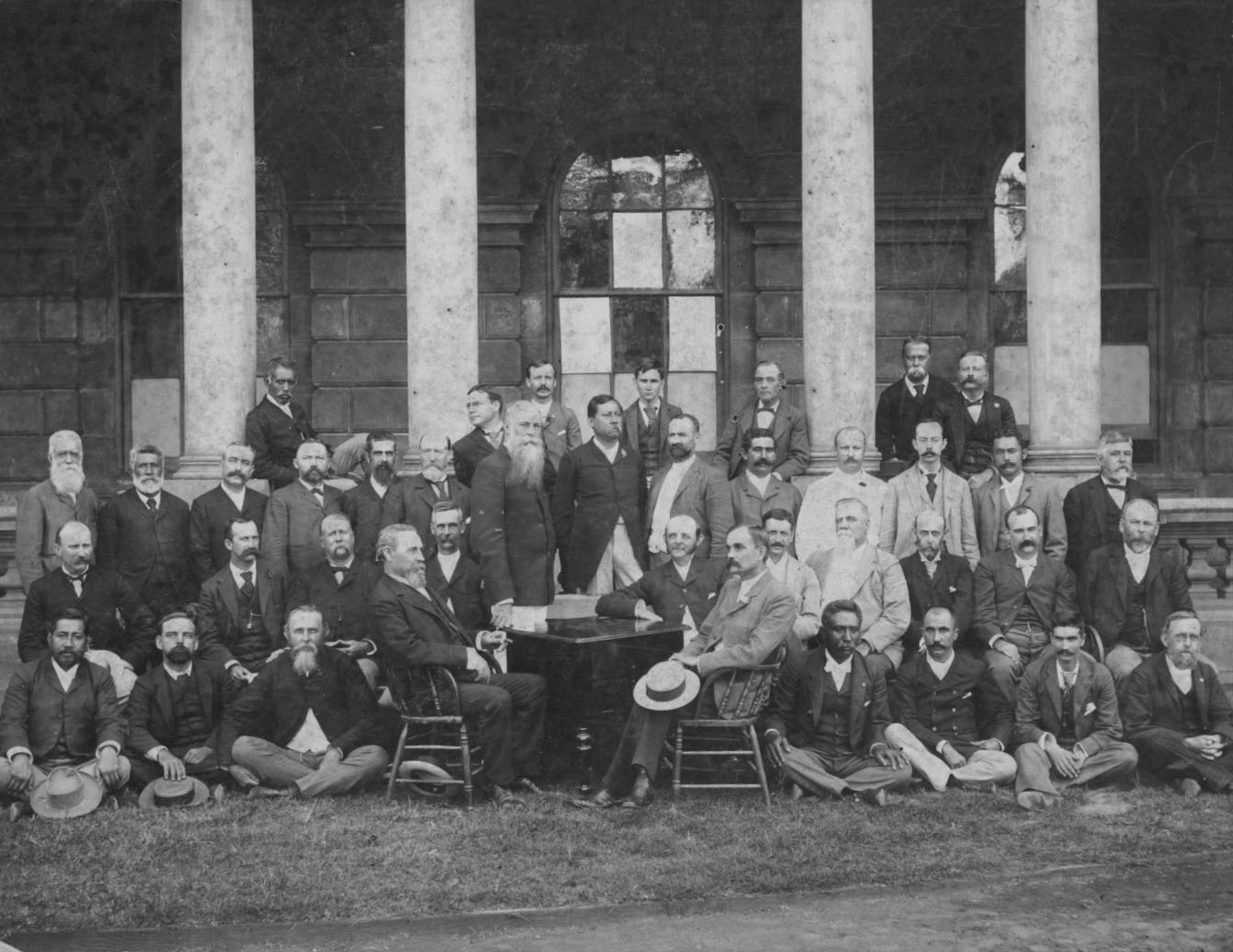
اعضای بنیان‌گذار جمهوری

اعضای حزب اصلاحات هاوایی در سال ۱۸۸۷ پادشاه را مجبور کردند قانون اساسی جدیدی را بپذیرد که قدرت مشروطه پادشاه را طبق قانون اساسی ۱۸۶۴ محدود می‌کرد. قانون اساسی ۱۸۸۷ که به دلیل تهدیدهایی که برای گرفتن تأیید پادشاه استفاده شد، «قانون اساسی سرنیزه‌ای» نامیده می‌شود، بدون تأیید مجلس قانون‌گذاری تصویب شد و پادشاه را به یک شخصیت تشریفاتی تبدیل کرد. در سال ۱۸۹۳، یک کودتای نظامی علیه پادشاه توسط بیش از ۱٬۰۰۰ مرد محلی مسلح که توسط مالکان ثروتمند مزارع نیشکر و تاجران رهبری می‌شدند، انجام شد. این کودتا بدون خونریزی بود زیرا نیروهای مسلح سلطنتی مقاومت نکردند. دولت موقت هاوایی به‌طور موقت توسط کمیته امنیتی تشکیل شد. رهبران کودتا که روابط اقتصادی قوی با ایالات متحده داشتند، می‌خواستند هاوایی به ایالات متحده بپیوندد تا از تصاحب آن توسط امپراتوری ژاپن جلوگیری کنند. الحاق به دلیل دو دادخواست با بیش از ۲۰٬۰۰۰ امضا که بیش از نیمی از جمعیت بومی هاوایی را نمایندگی می‌کردند، به تأخیر افتاد. از آنجا که رئیس‌جمهور کلیولند با الحاق مخالف بود، خود ملکه در واشینگتن ساکن شد تا برای بازگرداندن قدرت خود لابی کند.
رئیس‌جمهور کلیولند یک بازرس را فرستاد که بلانت ریپورت را نوشت و در آن نتیجه‌گیری شد که وزیر استیونز شورش را دستکاری و سازمان‌دهی کرده بود. کلیولند تصمیم گرفت ایالات متحده باید ملکه را بازگرداند؛ او از دول خواست استعفا دهد، اما دول این درخواست را نادیده گرفت. سنای ایالات متحده جلساتی دربارهٔ گزارش دیگری به نام گزارش مورگان برگزار کرد که ادعاهای گزارش بلانت را تضعیف کرد. افکار عمومی در ایالات متحده طرفدار الحاق بود. در مه ۱۸۹۴، سنای ایالات متحده به‌طور یکپارچه قطعنامه‌ای تصویب کرد که با بازگرداندن ملکه، دخالت در امور دولت دول، و اقداماتی که می‌توانست فوراً به الحاق منجر شود، مخالفت می‌کرد. در نتیجه، کلیولند موضوع را رها کرد و جمهوری هاوایی عملاً مجبور شد به‌تنهایی از خود دفاع کند.
دولت موقت یک مجلس قانون اساسی تشکیل داد که فقط محدود به هاوایی‌ها و مالیات‌دهندگان با اصالت آمریکایی یا اروپایی بود و آسیایی‌ها را شامل نمی‌شد.

## سیاست
رئیس‌جمهور هاوایی رئیس دولت و رئیس دولت جمهوری هاوایی بود. قانون اساسی مشخص کرده بود که دوره ریاست‌جمهوری شش ساله باشد و افراد نمی‌توانند در دوره‌های متوالی به این سمت انتخاب شوند. رئیس‌جمهور اختیار وتوی قوانین را داشت، اما وتوی او می‌توانست با اکثریت دوسوم در هر دو مجلس قانون‌گذاری لغو شود. او همچنین فرمانده کل نیروهای مسلح بود. رئیس‌جمهور اعضای کابینه خود را منصوب می‌کرد که این انتصابات نیازمند تأیید سنا بود. اعضای کابینه به‌عنوان کاربران هر دو مجلس قانون‌گذاری شناخته می‌شدند و می‌توانستند در جلسات شرکت کنند، اما چون به‌عنوان اعضای منتخب مجلس نبودند، حق رأی نداشتند. اگر ریاست‌جمهوری خالی می‌شد، وزیر امور خارجه می‌توانست به‌عنوان رئیس‌جمهور موقت خدمت کند تا زمانی که مجلس قانون‌گذاری برای انتخاب جانشین رأی‌گیری کند.
ماده ۲۳ قانون اساسی ۱۸۹۴ سنفرد دول را به‌عنوان اولین رئیس‌جمهور جمهوری معرفی کرد. او همچنین تنها رئیس‌جمهور این کشور بود، زیرا هاوایی در سال ۱۸۹۸ به ایالات متحده پیوست. با این الحاق، هاوایی به یک قلمرو ایالات متحده تبدیل شد و دول به‌عنوان اولین فرماندار آن منصوب شد.
مجلس قانون‌گذاری جمهوری شامل یک سنا و یک مجلس نمایندگان بود. هر کدام از این مجالس ۱۵ عضو داشتند؛ مدت تصدی اعضای سنا شش سال و اعضای مجلس نمایندگان دو سال بود، به‌جز مجلس اول که طبق قانون اساسی دوره‌ای سه‌ساله داشت. لوایح بودجه‌ای توسط وزیر دارایی تنظیم می‌شد و به سنا ارسال می‌شد. سنا همچنین حق تأیید انتصابات ریاست‌جمهوری و تصویب معاهدات را داشت، که این مجلس را از هر لحاظ نسبت به مجلس پایین‌دستی قدرتمندتر می‌کرد. قانون‌گذاران می‌توانستند هم‌زمان به‌عنوان رئیس‌جمهور، وزیر کابینه یا قاضی دیوان عالی خدمت کنند.
از آنجا که سلطنت‌طلبان جمهوری را تحریم کرده و از سوگند وفاداری برای شرکت در انتخابات خودداری کرده بودند، حزب اتحادیه آمریکایی تمام کرسی‌ها را در انتخابات ۱۸۹۴ و ۱۸۹۷ به‌دست‌آورد. شرط داشتن اموال به ارزش ۱۵۰۰ دلار برای رأی‌دادن به سناتورها که از قانون اساسی ۱۸۸۷ باقی مانده بود، برخلاف روندهای غالب آن زمان بود. انتخابات ۱۸۹۷ کمترین مشارکت در تاریخ هاوایی را داشت، به‌طوری که کمتر از یک درصد از جمعیت در انتخابات شرکت کردند. قانون اساسی جدید جمهوری تنها به مردانی که شهروند بومی پادشاهی هاوایی یا شهروندان طبیعی‌شده پادشاهی بودند اجازه رأی‌دادن می‌داد. این شرط باعث شد اکثر مهاجران ژاپنی، چینی، پرتغالی و اروپایی از حق رأی محروم شوند. در نتیجه، هاوایی‌های بومی با دوسوم اکثریت رأی‌دهندگان، بالاترین نمایندگی را در مجلس قانون‌گذاری جمهوری داشتند. رئیس مجلس نمایندگان جمهوری نیز یک هاوایی به نام جان لات کائولوکوا بود.

## شورش ویلکاکس در سال ۱۸۹۵

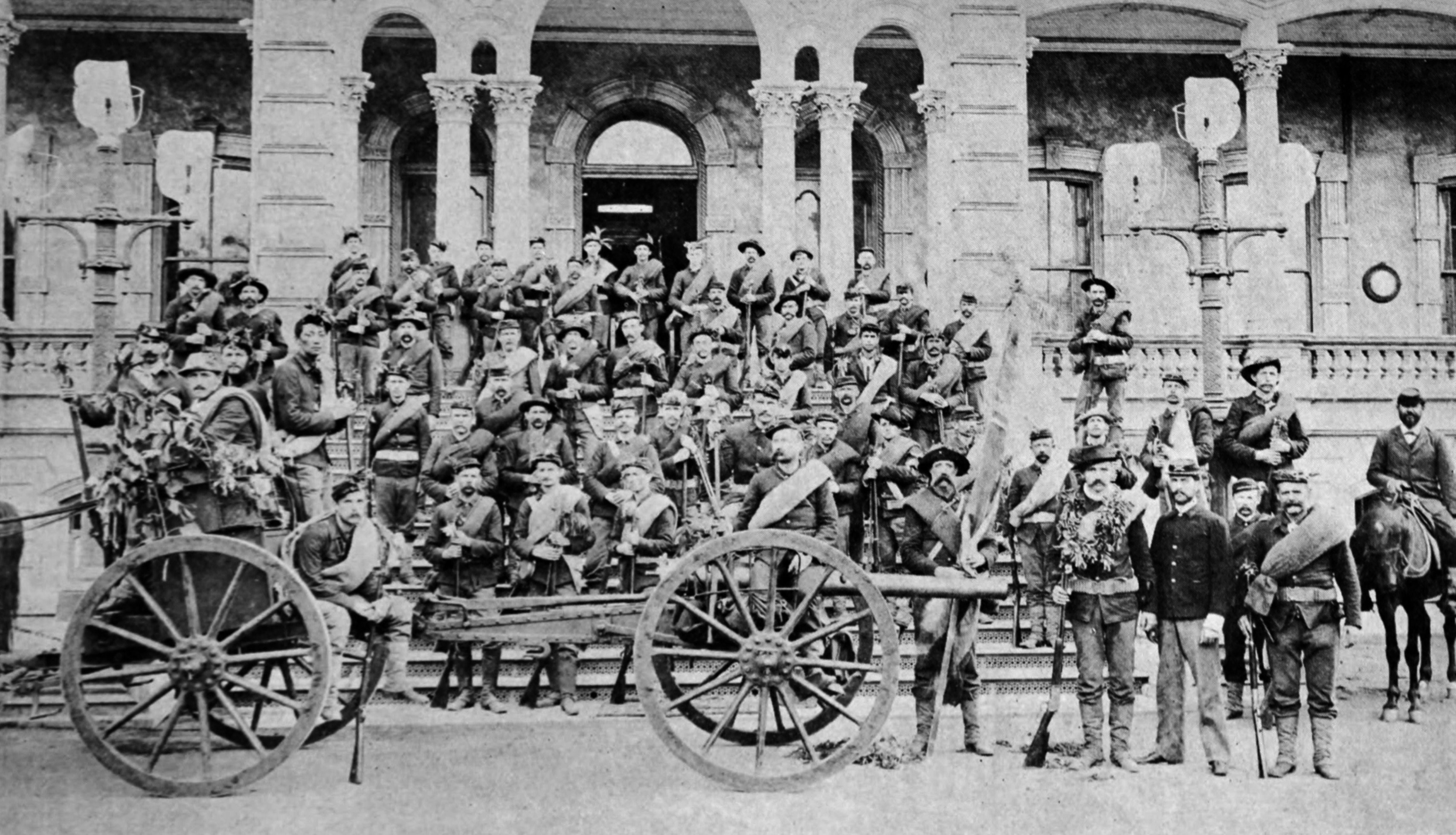
نیروهای جمهوری هاوایی پس از ضدانقلاب

رابرت ویلیام ویلکاکس یک انقلابی بومی هاوایی بود. در سال ۱۸۸۹، او رهبری ارتشی متشکل از ۱۵۰ نفر از هاوایی‌ها، اروپایی‌ها و چینی‌ها را در شورشی علیه پادشاهی هاوایی بر عهده داشت. در سال ۱۸۹۵، ویلکاکس در تلاش دیگری شرکت کرد، این بار برای سرنگونی جمهوری هاوایی و بازگرداندن قدرت به ملکه لیلی‌یوکالانی. حامیان سلطنتی محموله‌ای از اسلحه و مهمات را به‌طور مخفیانه از سانفرانسیسکو، کالیفرنیا به هونولولو منتقل کردند. در تاریخ ۶ ژانویه ۱۸۹۵، گروهی از سلطنت‌طلبان در مکانی مخفی گرد هم آمدند تا نقشه تصرف ناگهانی ساختمان‌های دولتی را طراحی کنند. اما برخورد زودهنگام با یک گروه پلیس باعث هشدار به هونولولو شد و نقشه‌ها کنار گذاشته شد، زیرا سلطنت‌طلبان به سرعت شکست خوردند. ویلکاکس چند روز در کوه‌ها مخفی شد تا اینکه دستگیر شد. پسر یکی از حامیان الحاق به ایالات متحده کشته شد. درگیری‌های دیگری نیز در هفته بعد رخ داد که منجر به دستگیری رهبران توطئه و پیروانشان شد. دولت اسلحه و مهمات و اسنادی احتمالی را در محل اقامت خصوصی لیلی‌یوکالانی در واشینگتن‌پلیس یافت که شامل نوشته‌های دست‌نویس او دربارهٔ انتخاب اعضای کابینه پس از ضدانقلاب بود و او را بیشتر در این توطئه دخیل می‌کرد.

## محاکمه لیلی‌یوکالانی

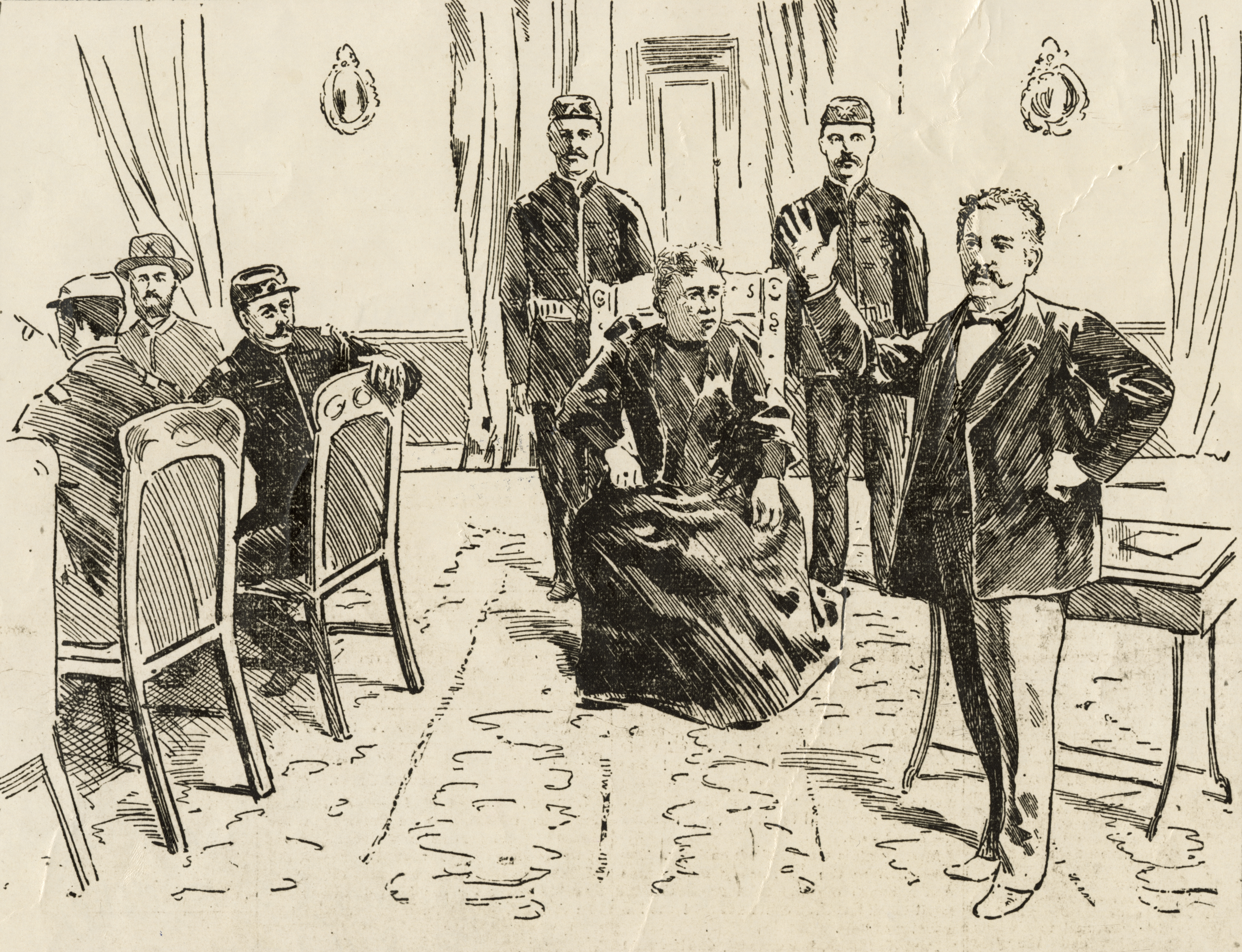
تصویر محاکمه عمومی ملکه لیلی‌یوکالانی توسط یک دادگاه نظامی در سال ۱۸۹۵ در اتاق تاج‌گذاری سابق قصر ایولانی

جمهوری هاوایی ملکه سابق را به محاکمه کشاند. دادستان ادعا کرد که لیلی‌یوکالانی به «خیانت خاموش» متهم است، زیرا ظاهراً می‌دانسته اسلحه‌ها و بمب‌های مربوط به ضدانقلاب ویلکاکس در باغچه محل اقامت شخصی او در واشینگتن‌پلیس پنهان شده‌اند. لیلی‌یوکالانی این اتهامات را رد کرد.
او به ۵ سال زندان با کار سخت و جریمه ۱۰ هزار دلاری محکوم شد. با این حال، او در یک اتاق خواب بزرگ در قصر ایولانی، که دارای یک پیانو و حمامی با آب گرم و سرد بود، زندانی شد. او دو خدمتکار در اختیار داشت و تحت نظارت مداوم نیروهای نظامی بود. پس از هشت ماه، به او اجازه داده شد به خانه خود در واشینگتن‌پلیس برود و تحت بازداشت خانگی توسط رئیس‌جمهور سفنرد دول قرار گرفت. یک سال بعد، او کاملاً بخشیده شد و حق سفر به او داده شد. رئیس‌جمهور دول پاسپورتی برای او صادر کرد تا به واشینگتن دی‌سی سفر کند و دوستان و بستگان خود را ملاقات کند. با این حال، او از این فرصت برای لابی‌گری در سنای ایالات متحده در سال ۱۸۹۷ علیه الحاق استفاده کرد.

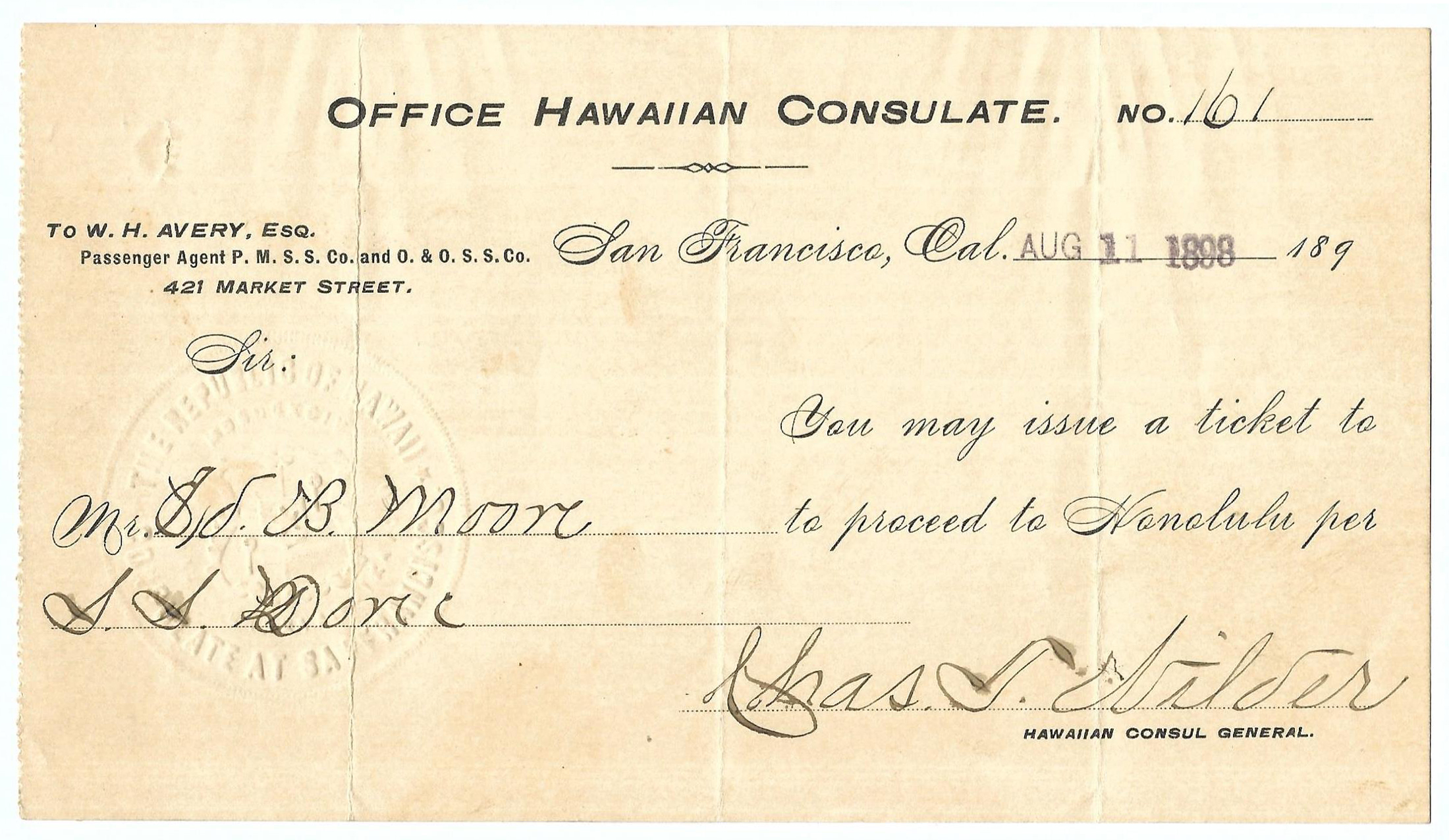
درخواست کنسولگری هاوایی برای بلیط سفر در سال ۱۸۹۸.

## پایان جمهوری و الحاق

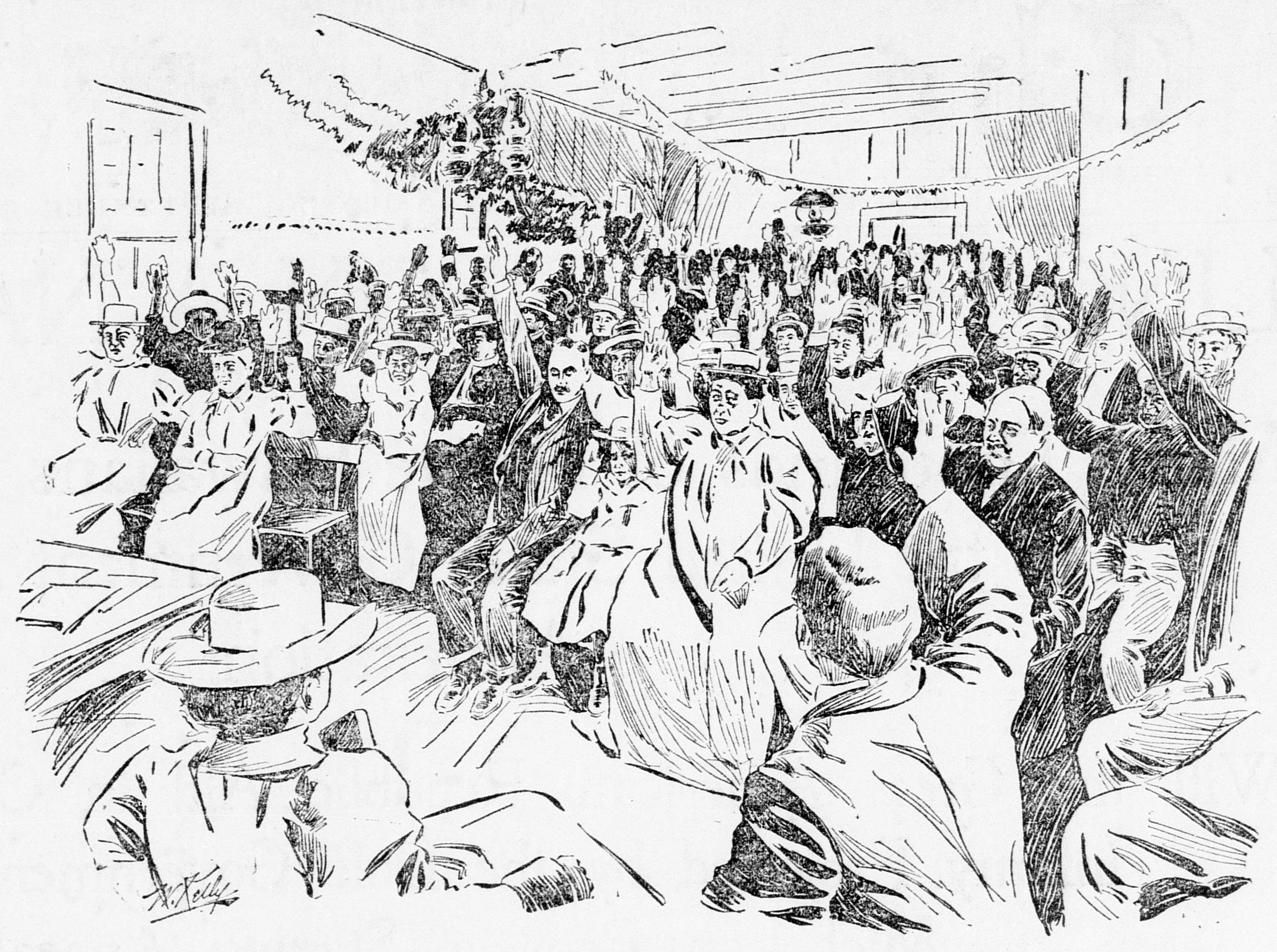
یک جلسه ضدالحاق در هیلو، ۱۸۹۷

گزارش روزنامه دربارهٔ الحاق جمهوری هاوایی در سال ۱۸۹۸

با آغاز به کار ویلیام مک‌کینلی به‌عنوان بیست و پنجمین رئیس‌جمهور ایالات متحده در ۴ مارس ۱۸۹۷، جمهوری هاوایی مذاکرات برای الحاق را از سر گرفت. این مذاکرات تا تابستان ۱۸۹۸ ادامه یافت. در آوریل ۱۸۹۸، ایالات متحده وارد جنگ با اسپانیا شد و جمهوری هاوایی بی‌طرفی خود را اعلام کرد. اما در عمل، حمایت گسترده‌ای از ایالات متحده ارائه کرد و ارزش خود را به‌عنوان یک پایگاه دریایی در زمان جنگ نشان داد و تأیید گسترده‌ای از سوی مردم آمریکا برای رفتار غیر بی‌طرفانه خود کسب کرد.
با تضعیف مخالفان، هاوایی از طریق قطعنامه نیولندز، که تنها نیازمند اکثریت آرا در هر دو مجلس بود، ضمیمه شد. بیشتر حمایت‌ها از جمهوری‌خواهان بود. این قطعنامه در مجلس نمایندگان با ۲۰۹ رأی موافق در برابر ۹۱ رأی مخالف تصویب شد. قطعنامه در ۴ ژوئیه ۱۸۹۸ تصویب و در ۷ ژوئیه توسط مک‌کینلی امضا شد. انتقال حاکمیت بر جزایر هاوایی در ۱۲ اوت ۱۸۹۸ انجام شد، زمانی که پرچم هاوایی پایین کشیده شد و پرچم «ستاره‌ها و راه‌راه‌ها» ایالات متحده در محل سابق قصر سلطنتی ایولانی به اهتزاز درآمد. نام جمهوری هاوایی به قلمرو هاوایی تغییر یافت، که دو سال بعد به‌عنوان یک قلمرو سازمان‌یافته و ثبت‌شده ایالات متحده رسمیت یافت.

### جنجال‌های عمومی
مسئله الحاق به یک موضوع سیاسی عمده و بحث‌برانگیز در سراسر ایالات متحده تبدیل شد که تا انتخابات ریاست‌جمهوری سال ۱۹۰۰ ادامه یافت. تا آن زمان، اجماع ملی به نفع الحاق هاوایی و فیلیپین شکل گرفته بود.
مورخ هنری گراف می‌گوید که در اواسط دهه ۱۸۹۰، «نظر عمومی در داخل کشور به‌نظر می‌رسید که پذیرش را نشان می‌دهد… به‌وضوح، احساسات در داخل کشور با نیروی عظیمی در حال بلوغ بود تا ایالات متحده به قدرت‌های بزرگ جهان در جستجوی مستعمرات فرامرزی بپیوندد.»
زندگی‌نامه‌نویس رئیس‌جمهور کلیولند، الن برادسکی، استدلال می‌کند که موضع او یک باور عمیق شخصی بود که تحمل هیچ اقدام غیراخلاقی علیه یک پادشاهی کوچک را نداشت:
«همان‌طور که او در برابر آلمان برای جزایر ساموآ ایستادگی کرد زیرا با تسخیر یک دولت کوچک توسط یک قدرت بزرگ مخالف بود، برای جزایر هاوایی نیز در برابر ملت خود ایستاد. او می‌توانست اجازه دهد الحاق هاوایی به‌طور ناگزیر به پایان اجتناب‌ناپذیر خود برسد. اما او رویارویی را انتخاب کرد، که از آن نفرت داشت، زیرا تنها راهی بود که مردم ضعیف و بی‌دفاع ممکن است استقلال خود را حفظ کنند. کلیولند با ایده الحاق مخالف نبود، بلکه با الحاق به‌عنوان بهانه‌ای برای کسب سرزمین‌های غیرقانونی مخالفت داشت.»
کلیولند مجبور شد حمایت دموکرات‌های جنوبی را برای مقابله با پیمان جلب کند. او جیمز اچ. بلانت، نماینده سابق کنگره از جورجیا، را به‌عنوان نماینده ویژه به هاوایی فرستاد تا تحقیق کرده و راه‌حلی ارائه دهد. بلانت به دلیل مخالفتش با امپریالیسم شناخته شده بود. او همچنین یکی از رهبران جنبش برتری‌طلبی سفیدپوستان بود که در دهه ۱۸۹۰ حق رأی سیاهان جنوبی را از بین می‌برد. برخی ناظران گمان می‌کردند که او از الحاق حمایت خواهد کرد، با این استدلال که آسیایی‌ها قادر به حکمرانی بر خود نیستند. اما بلانت با امپریالیسم مخالف بود و خواستار بازگرداندن ملکه لیلی‌یوکالانی توسط ارتش ایالات متحده شد. او استدلال کرد که مردم بومی هاوایی باید به «روش‌های آسیایی خود» ادامه دهند.
یک جنبش قوی ضد توسعه‌طلبی در سراسر کشور، به‌عنوان «لیگ ضد امپریالیستی آمریکا»، تشکیل شد که به سخنان کلیولند، کارل شورتز، رهبر دموکرات ویلیام جنینگز برایان، صنعتگر اندرو کارنگی، نویسنده مارک تواین و جامعه‌شناس ویلیام گراهام سامن گوش می‌داد. ضد امپریالیست‌ها با توسعه‌طلبی مخالف بودند، زیرا معتقد بودند امپریالیسم اصل اساسی حکومت جمهوری‌خواه عادلانه، که باید از «رضایت مردم» ناشی شود، را نقض می‌کند. این لیگ استدلال کرد که چنین فعالیتی مستلزم کنار گذاشتن آرمان‌های آمریکایی دربارهٔ خودحکومتی و عدم مداخله است—آرمان‌هایی که در اعلامیه استقلال، پیام خداحافظی جرج واشینگتن و سخنرانی گتیسبورگ لینکلن بیان شده بود.
با این حال، ضد امپریالیست‌ها نتوانستند نیروهای پرانرژی‌تر توسعه‌طلب را متوقف کنند. این نیروها تحت رهبری وزیر امور خارجه جان هی، استراتژیست نیروی دریایی آلفرد تی. ماهان، نماینده جمهوری‌خواه کنگره هنری کابوت لاج، وزیر جنگ الیهو روت و سیاستمدار جوان تئودور روزولت بودند. این توسعه‌طلبان از حمایت قوی ناشران روزنامه ویلیام راندولف هرست و جوزف پولیتزر برخوردار بودند، که هیجان عمومی را به اوج رساندند. ماهان و روزولت استراتژی جهانی قدرتمندی ایجاد کردند که شامل نیروی دریایی مدرن رقابتی، پایگاه‌های اقیانوس آرام، یک کانال در نیکاراگوآ یا پاناما و به‌ویژه نقشی قاطعانه برای آمریکا به‌عنوان بزرگ‌ترین قدرت صنعتی بود. رئیس‌جمهور مک‌کینلی معتقد بود که هاوایی نمی‌تواند به‌تنهایی دوام بیاورد. او استدلال می‌کرد که این کشور به سرعت توسط ژاپن تصرف خواهد شد—در آن زمان یک‌چهارم جمعیت جزایر هاوایی ژاپنی بودند. ژاپن سپس بر اقیانوس آرام مسلط می‌شد و امیدهای آمریکا برای تجارت گسترده با آسیا را تضعیف می‌کرد.